# Castello di Kerjean

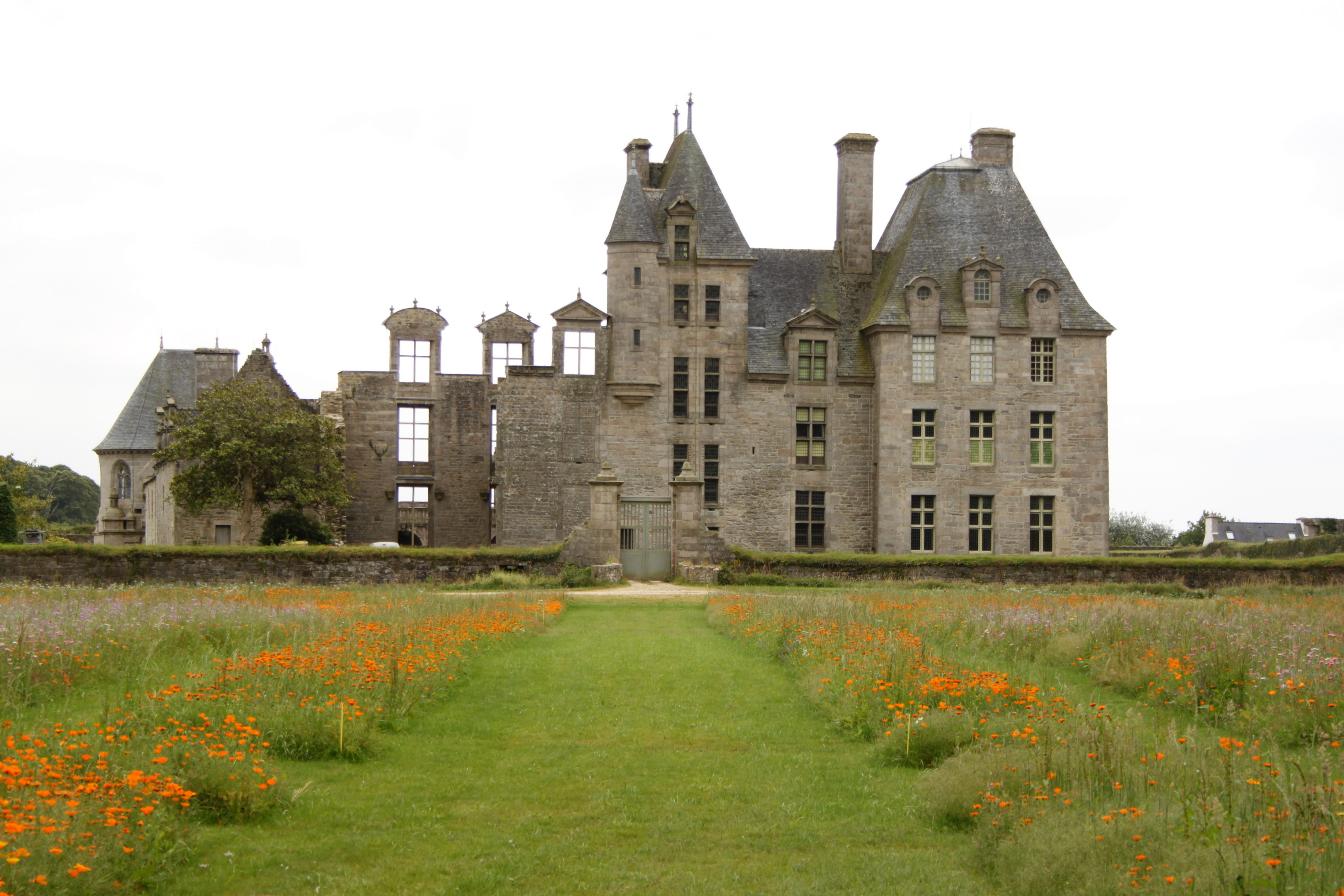
La facciata principale del castello di Kerjean

Il castello di Kerjean (château de Kerjean in francese, maner Keryann in bretone) è un maniero in stile rinascimentale del comune francese di Saint-Vougay, nel Finistère (Bretagna), costruito tra il 1542 (o 1566) e il 1595 per volere di Louis Barbier.
Definito da re Luigi XIII una delle più belle residenze del Regno, è classificato come monumento storico  (dal 1911).

## Caratteristiche
La struttura architettonica dell'edificio presenta elementi caratteristici sia del tipico maniero bretone che del classico castello francese. La struttura dell'edificio è a pianta rettangolare.
L'edificio è circondato da un parco di 20 ettari di superficie ed è protetto da mura di cinta, che in alcuni tratti raggiungono lo spessore di 12 metri.
L'ingresso principale è abbellito con cariatidi e volute.
|  |

Gli interni ospitano il Museo di Arte Bretone, dove sono esposti mobili tipici della regione del Léon risalenti al XVII-XVIII secolo Tra questi, figurano alcuni letti a scatola (in bretone: gwele kloz) decorati con monogrammi di Gesù Cristo e della Vergine Maria.
Nell'edificio trovano inoltre posto un museo dedicato alle opere in pietra e una sala delle proiezioni, dove un film illustra la storia del castello.

## Storia
Per la realizzazione del castello, Louis Barbier impiegò gli averi lasciatigli da suo zio Hamon, un ricco canonico di Saint-Pol-de-Léon. I lavori di costruzione furono affidati ad un architetto il cui nome è rimasto ignoto: la costruzione iniziò nel 1542 o 1566 e terminò nel 1595.
All'inizio del XVIII furono effettuati dei lavori di ristrutturazione. Tuttavia, a partire dal 1755, l'edificio cadde progressivamente in rovina.
Nel 1755, parte dell'edificio, in particolare l'ala nord-orientale (in cui si trovava l'armeria), andò infatti distrutta in un incendio, mentre nel 1793 il castello fu saccheggiato dalle forze rivoluzionarie.
Nel 1911, l'edificio fu venduto allo stato.